# كلوز بيورن لارسن
كلوز بيورن لارسن هو مصور دنماركي، ولد في 1963 في Holbæk ‏ في الدنمارك.